# Françoise Férat
Pour les articles homonymes, voir Férat.
Françoise Férat, née le 5 mars 1949 à Épernay, est une femme politique française, membre du groupe Union centriste.

## Biographie
Ancienne membre du MoDem, elle a annoncé le 8 mai 2008 se mettre « en retrait » du parti, sans le quitter puis, en octobre 2009, elle rejoint le parti Alliance centriste fondé par le sénateur de la Mayenne Jean Arthuis.
Elle a été élue sénatrice de la Marne le 23 septembre 2001 où elle est secrétaire de la commission de la culture, de l'éducation et de la communication.
Elle soutient Alain Juppé pour la primaire présidentielle des Républicains de 2016.
Lors des élections sénatoriales de 2017, Françoise Férat est réélue pour un nouveau mandat. La liste d'union de la droite et du centre sur laquelle figure la sénatrice remporte en effet les trois sièges que compte le département de la Marne, en rassemblant 54,18 % des suffrages,.
Françoise Férat est promue chevalier de la Légion d'honneur par décret du 3 juillet 2024.

## Ancien mandat
- Vice-présidente du Conseil général de la Marne.
- Présidente du Parc naturel régional de la Montagne de Reims.
- Maire de Cuchery de 1992 à 2014.
- Conseillère générale de la Marne (canton de Châtillon-sur-Marne) de 1992 à 2015.

## Décorations
- Chevalière de la Légion d'honneur (2024)[6]